# Hydrornis
Hydrornis Blyth, 1843 è un genere di uccelli passeriformi della famiglia dei Pittidi.

## Etimologia
Il nome scientifico del genere deriva dall'unione delle parole greche ὕδωρ (ydor, "acqua") e ὀρνις (ornis, "uccello"), col significato di "uccelli d'acqua", in riferimento più alla colorazione azzurra presente in molte specie che alle abitudini di vita di questi uccelli.

## Descrizione
Al genere vengono ascritte numerose specie di pitte di dimensioni medio-piccole, fra le quali si annovera anche la pitta maggiore, il "gigante" della famiglia Pittidae: l'aspetto è paffuto e massiccio con ali e coda corte, testa grande e becco allungato.

La colorazione varia a seconda della specie, presentandosi più scura e mimetica nell'area dorsale e più brillante su petto e ventre. Spesso sono presenti aree azzurre più o meno estese su testa, dorso o ventre: alcune specie presentano inoltre striatura ventrale oppure mascherina facciale scura. In tutte le specie il dimorfismo sessuale è ben evidente, col maschio dal piumaggio di colore più vivace e intenso rispetto alla femmina: i giovani di tutte le specie hanno inoltre piumaggio altamente criptico.

## Distribuzione e habitat
Tutte le specie del genere Hydrornis sono diffuse nelle aree tropicali dell'Asia, dal subcontinente indiano al Sud-est Asiatico e ad alcune isole indonesiane: il loro habitat è rappresentato dalla foresta pluviale primaria o secondaria con folto sottobosco, nel quale trovano riparo e nutrimento.

## Tassonomia
Al genere vengono ascritte tredici specie:
- Hydrornis phayrei  (Blyth, 1862) - pitta ornata
- Hydrornis nipalensis  (Hodgson, 1837) - pitta del Nepal
- Hydrornis soror  (Ramsay, RGW, 1881) - pitta dorso blu
- Hydrornis oatesi Hume, 1873 - pitta collorosso
- Hydrornis schneideri  (Hartert, 1909) - pitta di Schneider
- Hydrornis caeruleus  (Raffles, 1822) - pitta maggiore
- Hydrornis baudii  (Müller, S & Schlegel, 1839) - pitta testa blu
- Hydrornis cyaneus  (Blyth, 1843) - pitta azzurra
- Hydrornis elliotii  (Oustalet, 1874) - pitta ventre a barre
- Hydrornis guajanus  (Statius Müller, 1776) - pitta barrata di Giava
- Hydrornis irena  (Temminck, 1836) - pitta barrata malese
- Hydrornis schwaneri  (Bonaparte, 1850) - pitta barrata del Borneo
- Hydrornis gurneyi (Hume, 1875) - pitta di Gurney

Tutte le specie menzionate sono state ascritte al genere Pitta fino al 2006, quando è emerso da studi del DNA che nell'ambito della famiglia (che fino a quel momento, salvo alcuni tentativi di riclassificazione, combaciava con la famiglia Pittidae includendone tutte le specie) erano presenti tre cladi ben distinte identificabili come generi a sé stanti, fra cui appunto Hydrornis.

All'interno del genere la pitta ornata viene considerata basale rispetto alle altre specie, tanto che alcuni autori ne propongono la classificazione in un genere monotipico, Anthocincla: le sottospecie irena e schwaneri della pitta barrata, invece, sono state elevate al rango di specie a sé stanti, coi nomi di Hydrornis irena e H. schwaneri.